# Bismarckturm (Tanečnice)

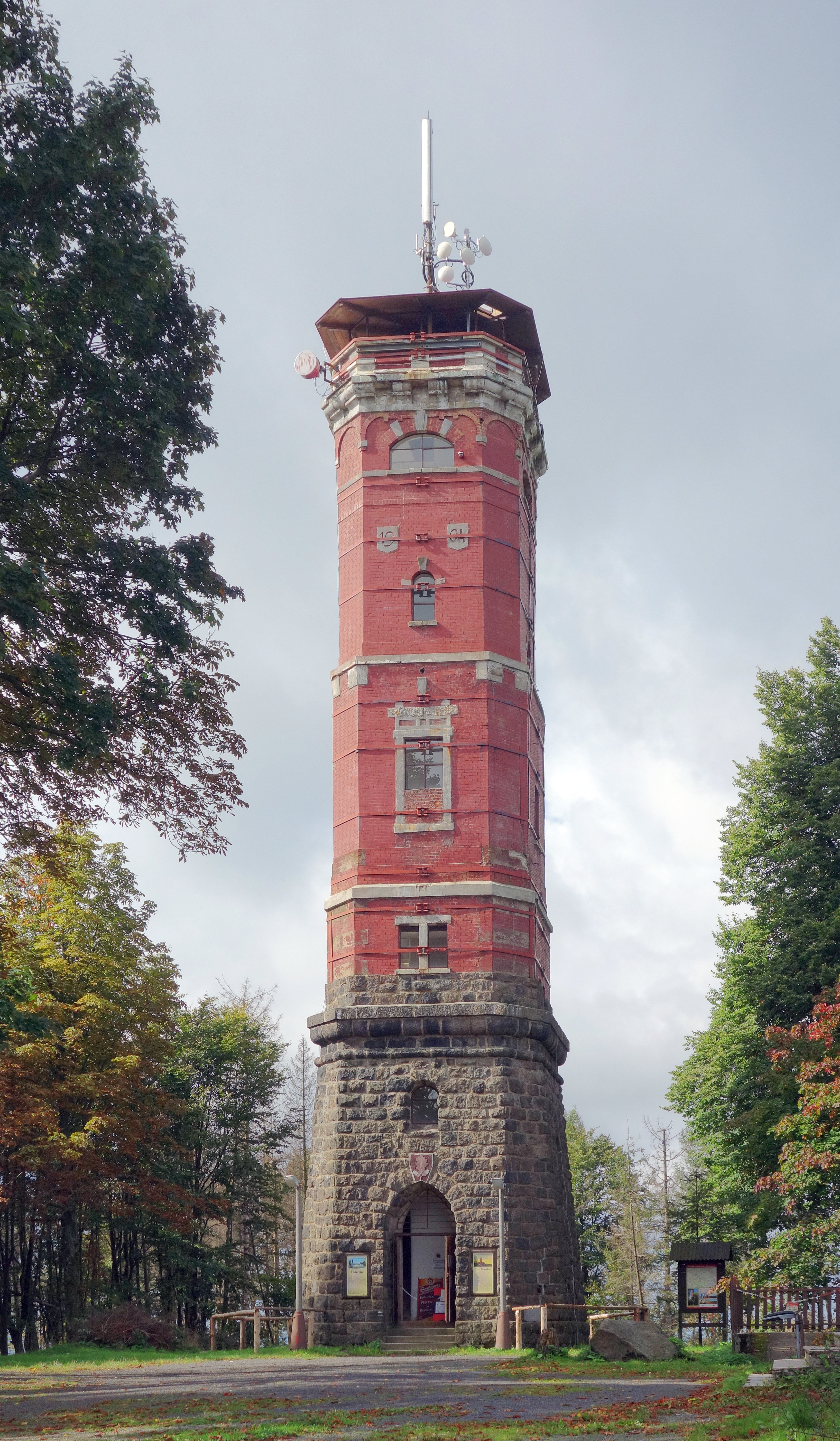
Ansicht des Turmes

Der Bismarckturm von Tanečnice ist einer von drei Bismarcktürmen in Tschechien. Er steht auf dem Berg Tanečnice (Tanzplan) zwischen Sebnitz und Mikulášovice (Nixdorf).

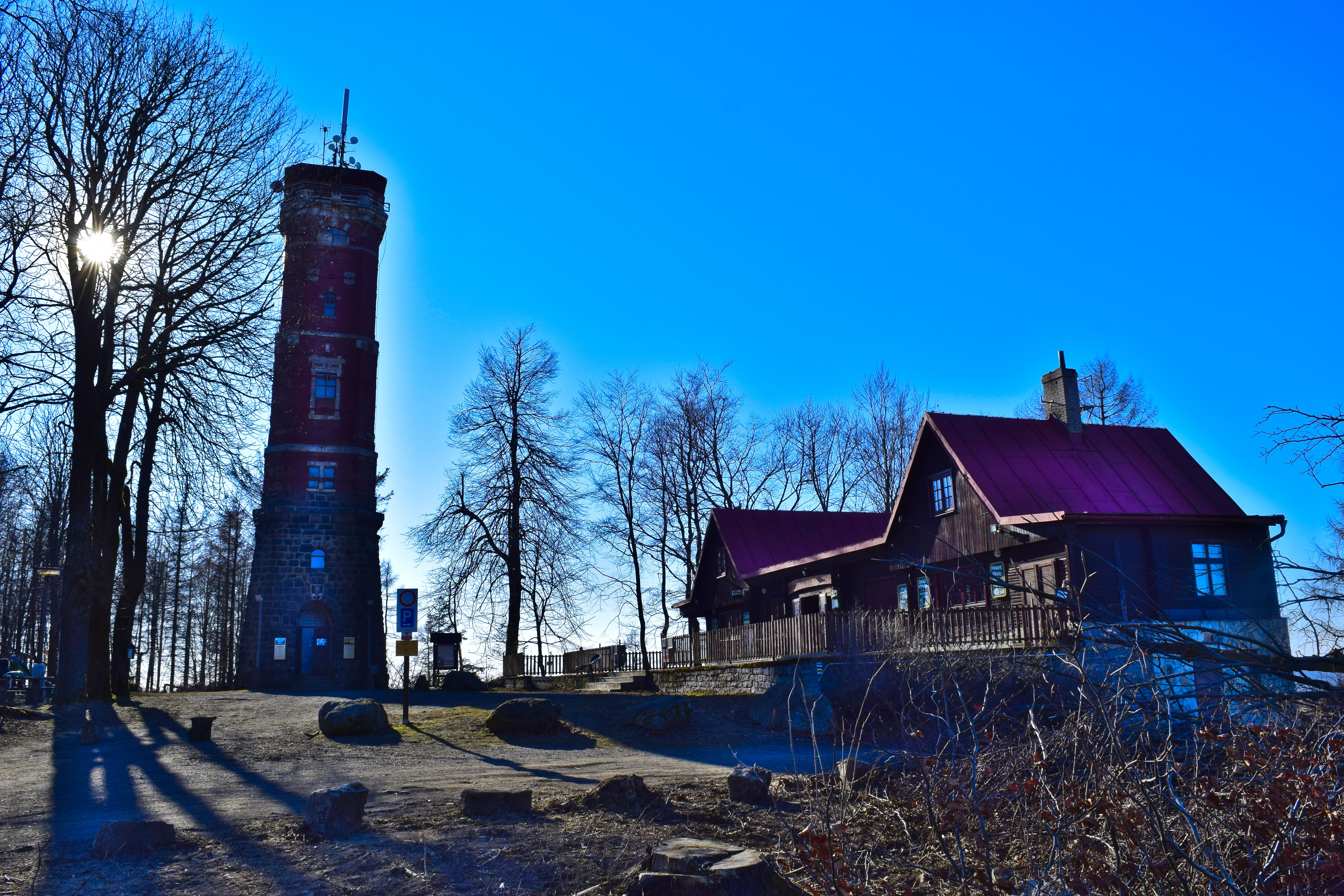
Der Turm und Restaurant Koliba

 Bereits vor der Erbauung des Bismarckturmes standen an dessen Stelle Vermessungs- bzw. Aussichtstürme. Die Einweihung erfolgte 1905. Im Jahre 1946 brannte die benachbarte Tanzplanhütte nieder; in den siebziger Jahren wurde dort ein Gasthof errichtet der seither wie schon sein Vorgänger als „Onkel Toms Hütte“ bezeichnet wird. Der Bismarckturm wurde in den 1970er Jahren von außen mit Stahlbändern gesichert. Einige Fenster wurden vermauert. Der Turm ist insgesamt (Stand Juni  2023) sanierungsbedürftig.